# Joana Gorjão Henriques
Joana Gorjão Henriques (1975) é uma jornalista portuguesa. Depois de muitos anos na cultura, desde 2012 que se dedica à cobertura de temas ligados aos direitos humanos, nomeadamente racismo e pós-colonialismo português. Recebeu vários prémios pelo seu trabalho, entre eles o Prémio Gazeta de Imprensa em 2017. Em 2018, foi condecorada pela Assembleia da República portuguesa com a medalha de ouro do prémio Direitos Humanos.

## Percurso
Iniciou o seu percurso no Jornal Público em 1999, com um estágio na secção de Cultura. Ficou nessa secção durante dez anos. Durante esse período, fez parte da equipa editorial que lançou o suplemento Ípsilon, em 2007, tendo servido como diretora-adjunta até 2009.
Em 2009, recebeu uma bolsa para formação jornalística da Nieman Foundation for Journalism na Universidade de Harvard.  No ano seguinte, dedicou-se a estudar sociologia na London School of Economics. Regressou ao jornal Público em 2011, onde continuou a trabalhar como jornalista, embora na secção de sociedade.

## Prémios
- Prémio AMI - Jornalismo contra a Indiferença (2017)[9]
- Prémio de Jornalismo de imprensa escrita de Direitos Humanos e Integração, da Comissão Nacional da UNESCO (2017 e 2018)[10]
- Prémio de imprensa escrita Comunicação "Pela Diversidade Cultural" do Alto Comissariado para as Migrações (2015 e 2017) [11][12]
- Prémio Gazeta de Imprensa (2017)[7]
- Prémio de jornalismo Corações Capazes de Construir (2018; e menção honrosa em 2016)[13]
- Medalha de ouro de Direitos Humanos da Assembleia da República.[8]

## Obra
- “Racismo em Português – O lado esquecido do colonialismo” (Tinta da China, 2016) - ISBN 978-989-671-322-5[14]
- “Racismo no País dos Brancos Costumes” (Tinta da China, 2018) - ISBN 978-989-671-432-1[15]